# Косман, Михаил Леонидович
Михаи́л Леони́дович Ко́сман (англ. Michael Kossman, 24 октября 1953, Москва, СССР — 22 января 2010, Нью-Йорк, США) — поэт, переводчик, прозаик, литературовед.

## Биография
Михаил Косман окончил Колумбийский университет со степенью магистра. Писал стихи и рассказы.

### Творчество
Михаил Леонидович Косман переводил на русский язык стихи Йейтса с английского и Германа Гессе с немецкого.
Он — автор исследований о «Мастере и Маргарите» Булгакова и о неоконченном романе Замятина «Бич божий».

#### Стихи
- «Притяжение»[2]
- «Озарение Гамлета»[3]
- «Последний римлянин»[4] (Памяти Набокова)
- «Сначала был я нем и весел…»
- «Песочные замки»[5]
- «Забвение»[6]
- «Ты утешься, душа, апельсином…»[7]
- «Принесите Шекспира и Евангелье!..»[8]
- «Заклад!»
- «Сентябрь, сентябрь!»[9]
- «Шаг неровный и блeдная кожа!»[10]
- «Словно волчьи следы в белый снег вмяты шапки,…»[11]
- и другие.

### Семья
Михаил Косман родился в Москве, где окончил школу, начал учёбу в институте; эмигрировал из Советского Союза с семьёй в 1972 году, в возрасте 19 лет. После года, проведённого в Израиле и Риме, приехал в США в 1973 году. Сначала его семья поселилась в Кливленде, потом переехала в Нью-Йорк.
Его отец, Леонид Косман, был в эмиграции журналистом, филологом, лингвистом, автором учебников по немецкой фразеологии, английскому языку и грамматике для русскоязычных, эмигрировавшим из России дважды: первый раз — из революционной России в раннем детстве (в 1918) и второй раз — из Советского Союза в 1972 году. В 1941 году ему удалось бежать из Латвии за три дня до оккупации Риги гитлеровской армией. Все оставшиеся члены его семьи, включая жену (Терезу Якоби) и мать (Рут Бренсон), погибли в Холокосте в Риге. Всего, двадцать членов семьи Косман по отцовской линии и двадцать два — по материнской линии погибли в Холокосте. Дед по материнской линии был арестован и расстрелян в 1937 году как «враг народа». Его прадедом по отцовской линии был Исидор Бренсон, историк балтийской медицины. Мать, Майя Борисовна Штернберг, была биологом, физиологом растений, пострадала во время лысенковщины.
Сестра: Косман, Нина Леонидовна — поэт и редактор.